# Nemognathomimus
Nemognathomimus is een kevergeslacht uit de familie van de boktorren (Cerambycidae). De wetenschappelijke naam van het geslacht werd voor het eerst geldig gepubliceerd in 1976 door Chemsak & Linsley.

## Soorten
Nemognathomimus omvat de volgende soorten:
- Nemognathomimus breviceps Giesbert, 1997
- Nemognathomimus michelbacheri Chemsak & Giesbert, 1986
- Nemognathomimus opacipennis Chemsak & Noguera, 1993
- Nemognathomimus pallidulus (Linsley, 1935)